# 大甸站
大甸站是一个沈山线上的铁路车站，位于辽宁省兴城市曹庄乡，建于1898年，目前为四等站，邮政编码为121600。目前客运：办理旅客乘降；行李、包裹托运；货运：办理整车货物发到。